# Ребека Брандуейн
Ребека Брандуейн (на английски: Rebecca Brandewyne) е американска писателка на бестселъри в жанра исторически и съвременен любовен роман.

## Биография и творчество
Ребека Брандуейн, с рождено име Мери Ребека Брандуърт, е родена на 4 март 1955 г. в Ноксвил, Тенеси, САЩ. Има две сестри, Мими и Нанси, и двама братя, Томас и Даниел, както и доведена сестра, Криси, след като майка ѝ Бевърли се омъжва повторно. Живее през първите няколко години от живота си в Ноксвил и Чатануга. След това нейното семейство се премества в Канзас, където е израснала и прекарва летата си в Алабама, при бабите и дядовците си. Обича да чете класически романи.
Ребека завършва с отличие щатския университет Уичита с бакалавърска степен по журналистика, с допълнителни специалности по история и музика (теория и композиция), а после и магистърска степен по комуникации (медии и PR). Има достатъчно късмет да ѝ преподават изтъкнати преподаватели, включително и трима журналисти носители на наградата „Пулицър“. Тя получава два пъти стипендия „Виктор Мърдок“ за обучение по междуличностна комуникация.
Ребека се жени много млада за първия си съпруг Джон Брандуейн и ражда сина си, Шейн, в деня на Свети Валентин.
На 21 години започва да пише първия си роман, „No Gentle Love“, който продава няколко месеца след двайсет и третия си рожден ден, което я прави една от най-младите писателки на романси. Той е публикуван през 1980 г. и я прави известна и търсена писателка.
Романите на Ребека Брандуейн са преведени на над 20 езика и са публикувани в над 60 държави по целия свят. Те са били тридесет пъти в списъците на бестселърите на „Ню Йорк Таймс“, „Пъблишърс Уикли“ и „Лос Анджелис Таймс“.
Тя е носител на многобройни награди под формата „Affaire De Coeur“ и романтичните списания. Обявена е за водещите дами на романса и е включена в Залата на славата. Една от необичайните форми на оценка на творчеството ѝ е обявяването ѝ за почетна херцогиня на Падуа.
Ребека Брандуейн живее в Уичита, Канзас с втория си съпруг, англичанина Джон Кокс. Има многостранни хобита като астрология, изучаване на митология, теология и космогония, езда, стрелба, събиране на порцеланови фигурки, филмови плакати и много други. Основател и член е на „Noveliste, Inc.“.

## Произведения

### Самостоятелни романи
- No Gentle Love (1980)
- Forever My Love (1982)
- Rose of Rapture (1984)
- The Outlaw Hearts (1986) – награда „Златна писалка“ от „Readers' Choice“
- Сърце под маска, Desire in Disguise (1987)
- Дива кръв, Heartland (1990)
- Краят на дъгата, Rainbow's End (1991)
- Desperado (1992)
- Swan Road (1994)
- Джакаранда, The Jacaranda Tree (1995)
- Dust Devil (1996)
- Presumed Guilty (1996)
- Glory Seekers (1997)
- High Stakes (1999)
- Destiny's Daughter (2001)
- The Love Knot (2003)
- To Die For (2003)
- The Ninefold Key (2004)
- The Crystal Rose (2006)
- From the Mists of Wolf Creek (2009)

### Серия „Съдба“ (Fate)
1. Love Cherish Me (1983)
2. And Gold Was Ours (1984)

### Серия „Хрониките на Тинтагел“ (Chronicles of Tintagel)
1. Passion Moon Rising (1988)
2. Beyond the Starlit Frost (1991)

### Серия „Зала Хайклиф“ (Highclyffe Hall)
1. Upon a Moon Dark Moor (1988)
2. Across a Starlit Sea (1989)

### Участие в съвместни серии с други писатели

#### Серия „Мъж на месеца“ (Man of the Month)
- Wildcat (1995)
- The Lioness Tamer (1998)

от серията има още 86 романа от различни автори

#### Серия „Деца на бъдещето“ (Fortune's Children)
- Hired Husband (1996)

от серията има още 86 романа от различни автори

### Сборници новели
- Bewitching Love Stories – с Devil's Keep (1992) – с участието на Шанън Дрейк, Кейси Майкълс и Кристина Скай
- Night Magic – с Moonstruck (1993) – с участието на Шанън Дрейк, Джил Грегъри и Беки Лий Уейриш
- Abduction and Seduction – с The Bounty (1995) – с участието на Джоан Джонстън и Даяна Палмър
- New Year's Resolution: Husband – с The Ice Dancer (1995) – с участието на Карла Негъс и Ан Стюарт
- A Spring Bouquet – с Hasten Down (1996) – с участието на Йо Бевърли, Джанет Дейли и Деби Макомбър
- Love Is Murder – с To Die For (2003) – с участието на Морийн Чайлд и Линда Уинстед Джоунс
- Hired Husband / Millionaire and the Cowgirl – с Hired Husband (2008) – с участието на Лиса Джаксън